# NGC 6985
NGC 6985 é uma galáxia espiral na direção da constelação de Aquarius. O objeto foi descoberto pelo astrônomo Francis Leavenworth em 1886, usando um telescópio refrator com abertura de 26 polegadas. Devido a sua moderada magnitude aparente (+13,8), é visível apenas com telescópios amadores ou com equipamentos superiores. 